# 廣朗普鎮區
廣朗普鎮區，又译康兰普镇区，是緬甸克欽邦葡萄縣下轄的一個鎮區。2014年人口11,655人，區域面積5,326.8平方公里。廣朗普為該鎮區首府。